# Briegelweg 1
Das Haus Briegelweg 1 ist ein Bauwerk in Darmstadt.

## Geschichte und Beschreibung
Das Landhaus wurde in den Jahren 1911 und 1912 nach Plänen des Architekten Karl Stief erbaut.
Zu den bemerkenswerten Besonderheiten des zweigeschossigen Wohnhauses gehört das weit heruntergezogene Mansarddach.
Ungewöhnliche Details sind auch das runde Belvedere auf dem Mansarddach, die große zweigeschossige Dachgaube auf der Südseite, über dem Eingang mit dem halbrunden Portalbogen und der als offener Halbkreis gestaltete Terrassenvorbau.

## Denkmalschutz
Aus architektonischen und stadtgeschichtlichen Gründen steht das Landhaus unter Denkmalschutz.